# André Röhner

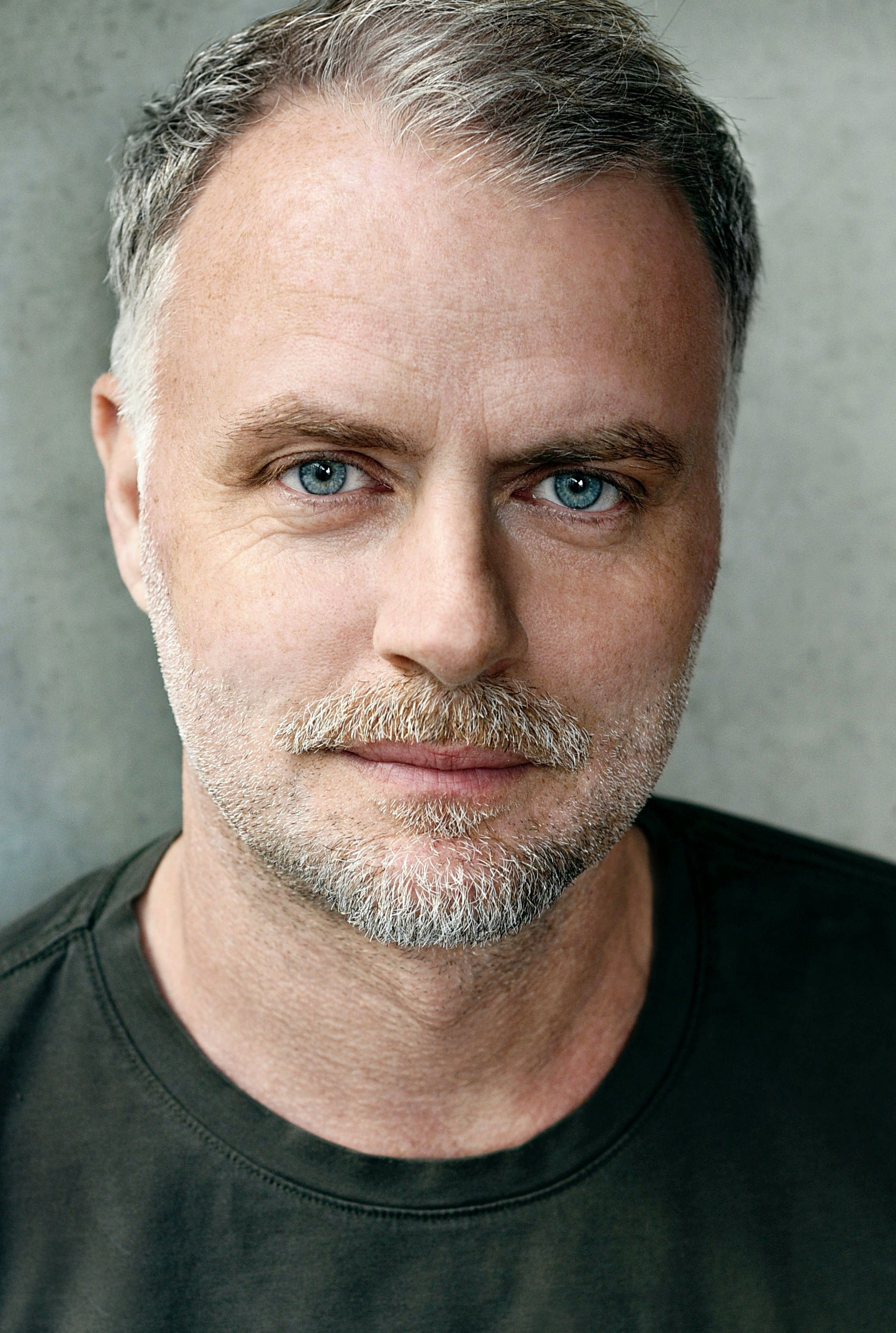
André Röhner (2022)

André Röhner (* 31. März 1976 in Berlin) ist ein deutscher Schauspieler, Fotograf und Synchronsprecher.

## Leben
André Röhnerr, der Enkel des Literaturwissenschaftlers Eberhard Röhner, wuchs in Ost-Berlin auf. Nach Abitur und Zivildienst absolvierte er von 1999 bis 2003 ein Schauspielstudium an der Hochschule für Schauspielkunst „Ernst Busch“ in Berlin und wollte eigentlich zum Theater.
Noch während seiner Ausbildung begann ab 2002 seine Karriere beim deutschen Film und Fernsehen. Röhner übernahm zunächst die Hauptrolle in der romantischen Pro7-Komödie Fast perfekt verlobt (2003) unter der Regie von Rolf Silber. Hauptrollen und Gastauftritte in verschiedenen Fernsehfilmen und -serien folgten. André Röhner spielte unter anderem die Hauptrolle in der Romantic-Comedy Ein Hund, zwei Koffer und die ganz große Liebe (2005, Sat.1). Größere Bekanntheit erlangte Röhner erstmals 2006, als er in der Rolle des schwulen Mannschaftskapitäns Axel in der Fußball-Serie Freunde für immer – Das Leben ist rund (Sat.1) unter der Regie von Sönke Wortmann zu sehen war. Für diese Leistung wurde er für den Deutschen Fernsehpreis nominiert.
Das ZDF besetzte Röhner in Zwei Bräute und eine Affäre (2006), in der Inga-Lindström-Verfilmung Vickerby für immer (2007) und in dem Fernsehfilm Gipfel der Liebe aus der Fernsehreihe Im Tal der wilden Rosen (2008) jeweils in der Rolle des romantischen, gutaussehenden Liebhabers. Von 2008 bis 2009 spielte Röhner regelmäßig die wiederkehrende Rolle des Gerichtsmediziners Johannes Striesow in den Leipziger Folgen der ARD-Krimireihe Tatort. Als Konterrevolutionär Waldemar Pabst war er in der zweiteiligen Doku-Fiction Der Gewaltfrieden (2010, BR-alpha) zu sehen, sowie als Sohn Bismarcks in dem BR-Zweiteiler Die Reichsgründung/Die nervöse Großmacht. Unter der Regie von Rolf Silber übernahm Röhner an der Seite von Annette Frier die Rolle des Chirurgen Leo in der romantischen Komödie Achtung Arzt! (2011).
Am Anfang seiner Karriere spielte Röhner meist sympathische Figuren, häufig die „netten Jungs von nebenan“; mittlerweile übernimmt er auch komplexere und abgründigere Rollen und die Bösewichte. 2008 und 2012 spielte Röhner in Alarm für Cobra 11 – Die Autobahnpolizei den unangenehmen Hauptkommissar Bohm; außerdem war er zwei Mal als korrupter Kommissar Winter in der ZDF-Krimiserie Letzte Spur Berlin (2015) zu sehen. In der zweiten Staffel der ZDF-Serie Herzensbrecher – Vater von vier Söhnen (2014) hatte er eine Episodenhauptrolle als schwuler Mann, der sich mit seinem Partner (Marc Benjamin Puch) kirchlich trauen lässt. 
Von November 2016 bis Dezember 2018 war Röhner in der ZDF-Serie Die Bergretter in einer durchgehenden Rolle zu sehen. Er spielte den Pneumologen Dr. Thomas Huber aus München, den Ex-Freund der Sanitäterin und Physiotherapeutin Katharina Strasser (Luise Bähr).
In der ZDF-Fernsehreihe Das Traumschiff hatte Röhner in der im April 2017 erstausgestrahlten Tansania-Folge eine Hauptrolle als Geschäftsmann Kai Schmelting, der seit Jahren ein Verhältnis mit einer weit jüngeren attraktiven Frisörin (Sonja Bertram) hat und seine Ehefrau (Sonsee Neu) immer wieder betrügt. In der 4. Staffel der ZDF-Serie Dr. Klein (Erstausstrahlung ab Oktober 2017) übernahm Röhner die Rolle des Vaters einer 13-jährigen Tochter, die mit Symptomen selbstverletzenden Verhaltens in die Klinik eingeliefert wird.
Im Kinofilm König der Raben (2020) war André Röhner als Lebensgefährte von Antje Traue zu sehen. Er übernahm auch weitere Episodenhauptrollen in den ZDF-Formaten Frühling (2018) und Wilsberg (2019). Einen Hollywood-Auftritt hatte Röhner 2021 an der Seite von Cate Blanchett als „Mr. Walker“ im internationalen Kinofilm Tár.
Röhner übernahm eine Hauptrolle in der ZDFneo-Serie Hameln (2024). Er spielte darin den Jugendpsychologen Peter Roth, der eine Affäre mit einer Klientin verheimlicht und dadurch ungewollt den Geist des Rattenfängers von Hameln in die Jetztzeit zurückruft.
Seit 2015 ist André Röhner auch als Porträtfotograf tätig und fotografierte bekannte Schauspieler, unter anderem Tom Wlaschiha und Henry Hübchen, sowie die Regisseure Christian Schwochow und Andreas Dresen.
Er ist außerdem seit 2022 als Synchronsprecher tätig und lieh u. a. Christopher Denham in Oppenheimer, Greyston Holt in der Netflix-Actionserie The Night Agent und Isaiah Johnson in der US-Krimiserie Florida Man seine Stimme.  
André Röhner lebt und arbeitet hauptsächlich in Berlin.

## Filmografie (Auswahl)
- 2003: Fast perfekt verlobt (Fernsehfilm)
- 2004: Familie Dr. Kleist – Mut zur Wahrheit (Fernsehserie)
- 2004: Alarm für Cobra 11 – Die Autobahnpolizei – Die Zeugin (Fernsehserie)
- 2005: Dr. Sommerfeld – Zwischen allen Stühlen (Fernsehfilm)
- 2005: Berlin, Berlin – Rache ist… (Fernsehserie)
- 2005: SOKO Köln – Wort und Totschlag (Fernsehserie)
- 2005: Ein Hund, zwei Koffer und die ganz große Liebe (Fernsehfilm)
- 2006: Zwei Bräute und eine Affäre (Fernsehfilm)
- 2006: SOKO Wismar – Der Tote im Weinberg (Fernsehserie)
- 2007: Inga Lindström – Vickerby für immer (Fernsehreihe)
- 2008: In aller Freundschaft – Augenblick der Liebe (Fernsehserie)
- 2008: Im Tal der wilden Rosen – Gipfel der Liebe (Fernsehreihe)
- 2008: Küstenwache – Das Geheimnis der Hansekogge (Fernsehserie)
- 2008: Unschuldig – Große Fische (Fernsehreihe)
- 2008: Alarm für Cobra 11 – Die Autobahnpolizei – Schattenmann (Fernsehreihe)
- 2008: Tatort: Todesstrafe (Fernsehreihe)
- 2008: Tatort: Ausweglos (Fernsehreihe)
- 2008: Tatort: Unbestechlich (Fernsehreihe)
- 2009: Tatort: Schwarzer Peter (Fernsehreihe)
- 2009: SOKO Kitzbühel – Ich liebe dich – ich töte dich (Fernsehserie)
- 2009: Flemming – Die Herrin der Gefühle (Fernsehserie)
- 2010: SOKO Stuttgart – Blattschuss (Fernsehserie)
- 2010: Der Gewaltfrieden (Fernsehfilm)
- 2010: Der letzte Bulle (Fernsehserie) – Folge: Das Runde muss ins Eckige
- 2010: Mit Herz und Handschellen – Fünf Freunde (Fernsehserie)
- 2010: Küstenwache – U 32 antwortet nicht (Fernsehserie)
- 2010: Der Landarzt – Schlechte Gewohnheiten (Fernsehserie)
- 2010: SOKO Leipzig – Swinging Leipzig (Fernsehserie)
- 2011: Ein Fall für zwei – Alles außer Liebe (Fernsehserie)
- 2011: Vergiss dein Ende (Fernsehdoku)
- 2011: Countdown – Singles (Fernsehserie)
- 2011: Achtung Arzt! (Fernsehfilm)
- 2012: SOKO Wismar – Barvermögen (Fernsehserie)
- 2012: Notruf Hafenkante – Ein letzter Kuss (Fernsehserie)
- 2012: Heiter bis tödlich: Henker & Richter – Die Moorhexe (Fernsehserie)
- 2012: Alarm für Cobra 11 – Die Autobahnpolizei – Die Gejagten (Fernsehserie)
- 2012: Europas letzter Sommer (Fernsehfilm)
- 2013: Der Staatsanwalt – Die lieben Nachbarn (Fernsehserie)
- 2013: In aller Freundschaft – Triumph der Vernunft (Fernsehserie)
- 2014: Der Knastarzt – Geiselnahme (Fernsehserie)
- 2014: Morden im Norden – Der Griff ins Leere (Fernsehserie)
- 2014: Herzensbrecher – Vater von vier Söhnen – Männerherzen (ZDF-Fernsehserie)
- 2015: Letzte Spur Berlin – Fluchtversuch u. Gefrierpunkt (ZDF-Fernsehserie)
- 2015: Josephine Klick – Allein unter Cops – Zahltag (Fernsehserie)
- 2016: Alarm für Cobra 11 – Die Autobahnpolizei – Die falsche Seite (Fernsehserie)
- 2016–2018: Die Bergretter (ZDF-Fernsehserie)
- 2016: Akte Ex – Zieht euch aus! (Fernsehserie)
- 2017: Das Traumschiff: Tansania (Fernsehreihe)
- 2017: Notruf Hafenkante – Weggesperrt (Fernsehserie)
- 2017: Dr. Klein – Im freien Fall (Fernsehserie)
- 2017: Die Rosenheim-Cops – Der Schein trügt (Fernsehserie)
- 2019: Frühling – Familie auf Probe (Fernsehreihe)
- 2019: In aller Freundschaft – Die jungen Ärzte – Zurück zu dir (Fernsehserie)
- 2020: Notruf Hafenkante – Gegen alle Regeln (Fernsehserie)
- 2020: König der Raben
- 2021: Wilsberg – Unser tägliches Brot (Fernsehserie)
- 2021: Tár (Kinofilm)
- 2022: In aller Freundschaft – Was du nicht weißt (Fernsehserie)
- 2024: Hameln (Fernsehserie)
- 2025: Morden im Norden – Das zweite Alibi (Fernsehserie)